# You Can’t Change That
You Can’t Change That – utwór R&B amerykańskiego zespołu Raydio, znajdujący się w drugim albumie studyjnym Rock On. Singiel wydany w 1979 r. uzyskał 9. miejsce w Billboard Hot 100 i 3. miejsce w rankingu Hot R&B/Hip-Hop Songs.

## Skład

### Raydio
- Arnell Carmichael – wokal
- Ray Parker Jr. – wokal, keyboard, syntezator

### Dodatkowy skład
- Jack Ashford – perkusja
- Ollie E. Brown – bębny, perkusja, wokal
- Charles Fearing – gitara
- Larry Tolbert – bębny, perkusja
- Cheryl Brown, Darren Carmichael, Valorie Jones, Francis Pearlman – wokal w tle

## Listy przebojów

### Notowania tygodniowe
| Notowania z 1979 r.          | Pozycja |
| ---------------------------- | ------- |
| Australia KMR                | 6       |
| Belgia                       | 17      |
| Top Single RPM, Kanada       | 9       |
| Holandia                     | 12      |
| Nowa Zelandia                | 12      |
| Billboard Hot 100            | 9       |
| Billboard Adult Contemporary | 25      |
| Cash Box Top 100             | 10      |

### Notowania całoroczne
| Notowania z 1979 r. | Pozycja |
| ------------------- | ------- |
| Kanada              | 57      |
| Billboard Hot 100   | 30      |
| Cash Box            | 65      |